# Ebalia ramsayi
Ebalia ramsayi is een krabbensoort uit de familie van de Leucosiidae. De wetenschappelijke naam van de soort is voor het eerst geldig gepubliceerd in 1880 door Haswell.